# Orinocodoras eigenmanni
Orinocodoras eigenmanni är en fiskart som beskrevs av Myers 1927. Orinocodoras eigenmanni ingår i släktet Orinocodoras och familjen Doradidae. Inga underarter finns listade i Catalogue of Life.